# Hohl Kargenhölle
Die Hohl Kargenhölle ist ein flächenhaftes Naturdenkmal in der Gemeinde Otzberg, Gemarkung Ober-Klingen, im Landkreis Darmstadt-Dieburg, Südhessen. Es wurde durch Verordnung vom 27. Mai 1959 als geologisches Naturdenkmal und Vogelschutzgehölz ausgewiesen.

## Lage

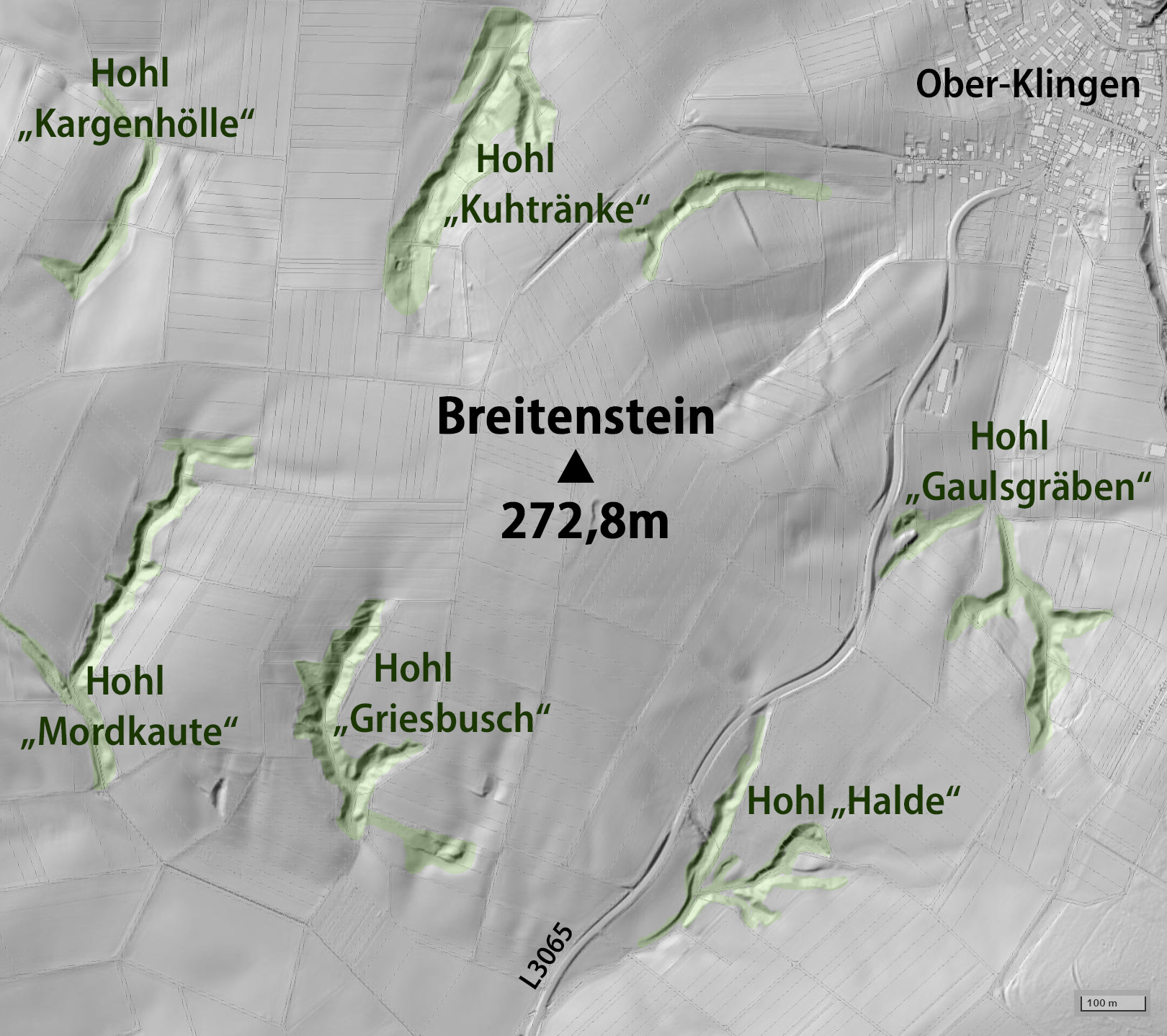
Die „Klinger Rechen“ am Breitenstein

Das Naturdenkmal „Hohl Kargenhölle“ liegt im Naturraum Reinheimer Hügelland im Teilgebiet 231.13 Südliche Reinheimer Buckel. Es befindet sich etwa 1,6 Kilometer westlich von Ober-Klingen und 0,5 Kilometer nordöstlich vom Weiler Hundertmorgen. Das Naturdenkmal ist umgeben von Äckern, im Nordosten grenzen Mähwiesen an.

### Klinger Rechen
Rund um den durch Vulkanismus entstandenen Breitenstein befinden sich insgesamt sechs naturgeschützte Schluchten. Sie sind in der Region auch als Klinger Rechen bekannt. Ihr Ursprung wird auf Auswaschungen des Löss-Bodens durch Grund- und Oberflächenwasser zurückgeführt. Die Schluchten rund um den Breitenstein sind:
- Hohl Kuhtränke
- Hohl Gaulsgräben
- Hohl Halde
- Hohl Griesbusch
- Hohl Mordkaute
- Hohl Kargenhölle

## Beschreibung, Flora und Fauna
Die tief in den Löss eingeschnittene Schlucht „Kargenhölle“ erstreckt sich hangabwärts in nordnordöstlicher Richtung und läuft am Nordende flach aus. Der mit Gehölzen bewachsene Graben ist etwa 200 Meter lang, 30 Meter breit und 10 Meter tief.
Der Gehölzbewuchs besteht vorwiegend aus Vogel-Kirsche, Rotbuche und Hänge-Birke, außerdem Gebüschen mit Schlehdorn und Schwarzem Holunder. Stellenweise gibt es Anpflanzungen von standortfremden Fichten. Boden und Wände der Hohl sind im Frühling von Scharbockskraut bedeckt, auch andere Frühjahrsblüher wie beispielsweise der Wiesen-Gelbstern kommen dort vor.
Im Gebiet der „Kargenhölle“ konnten in den  1990er Jahren 61 Schmetterlingsarten nachgewiesen werden, darunter 8 Arten der Roten Liste.

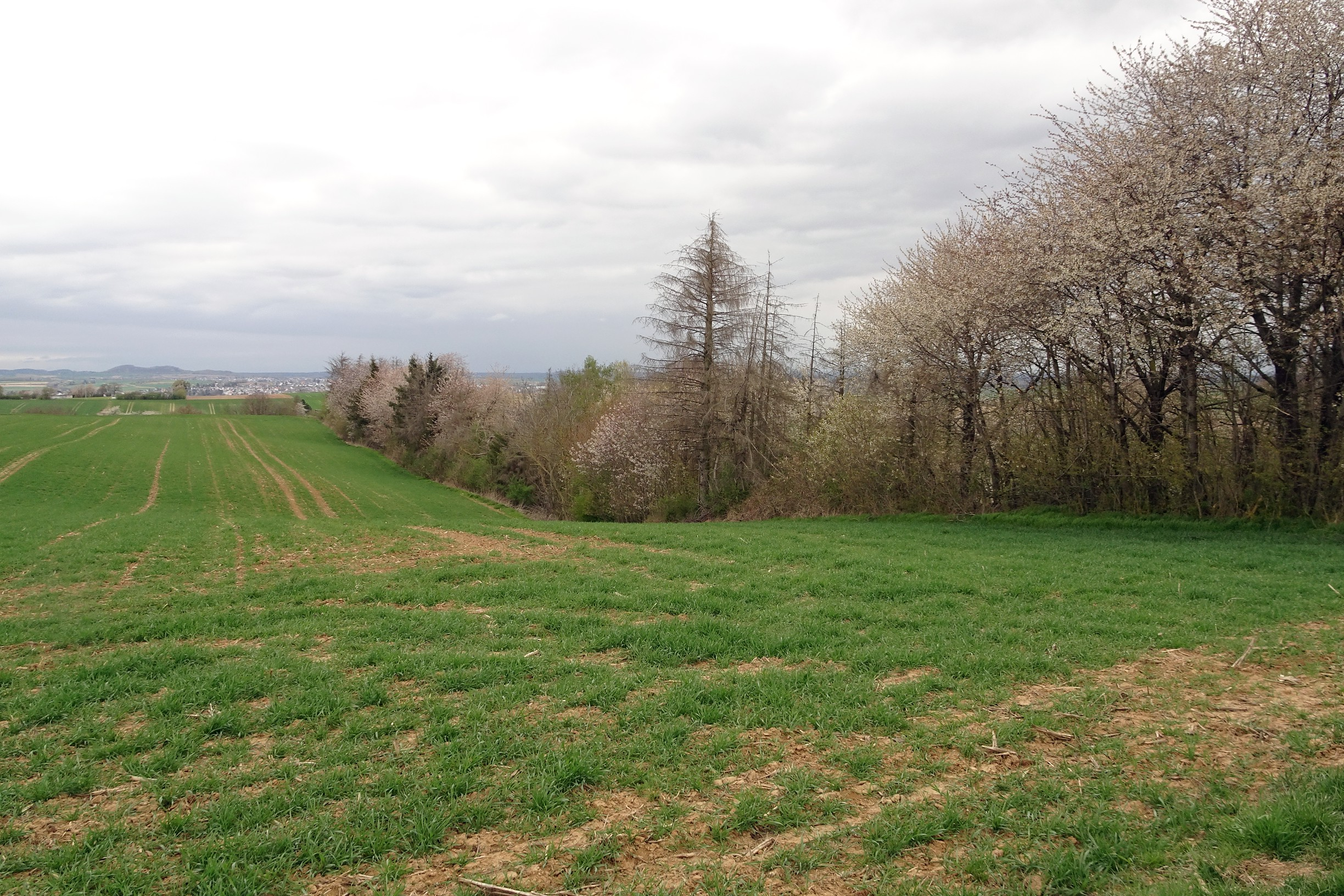
Südliches Ende der Kargenhölle (2021)
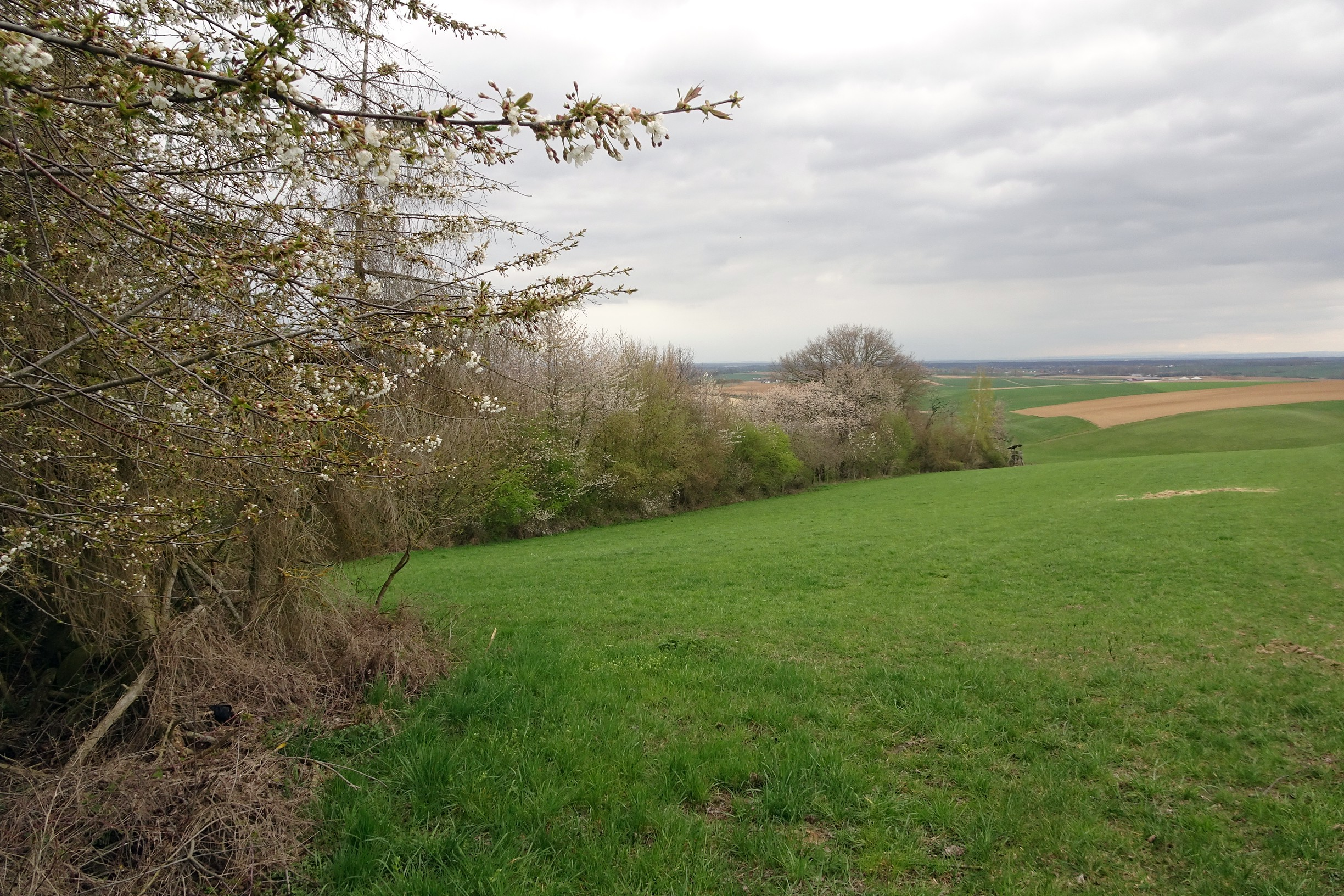
Kargenhölle von Südosten (2021)
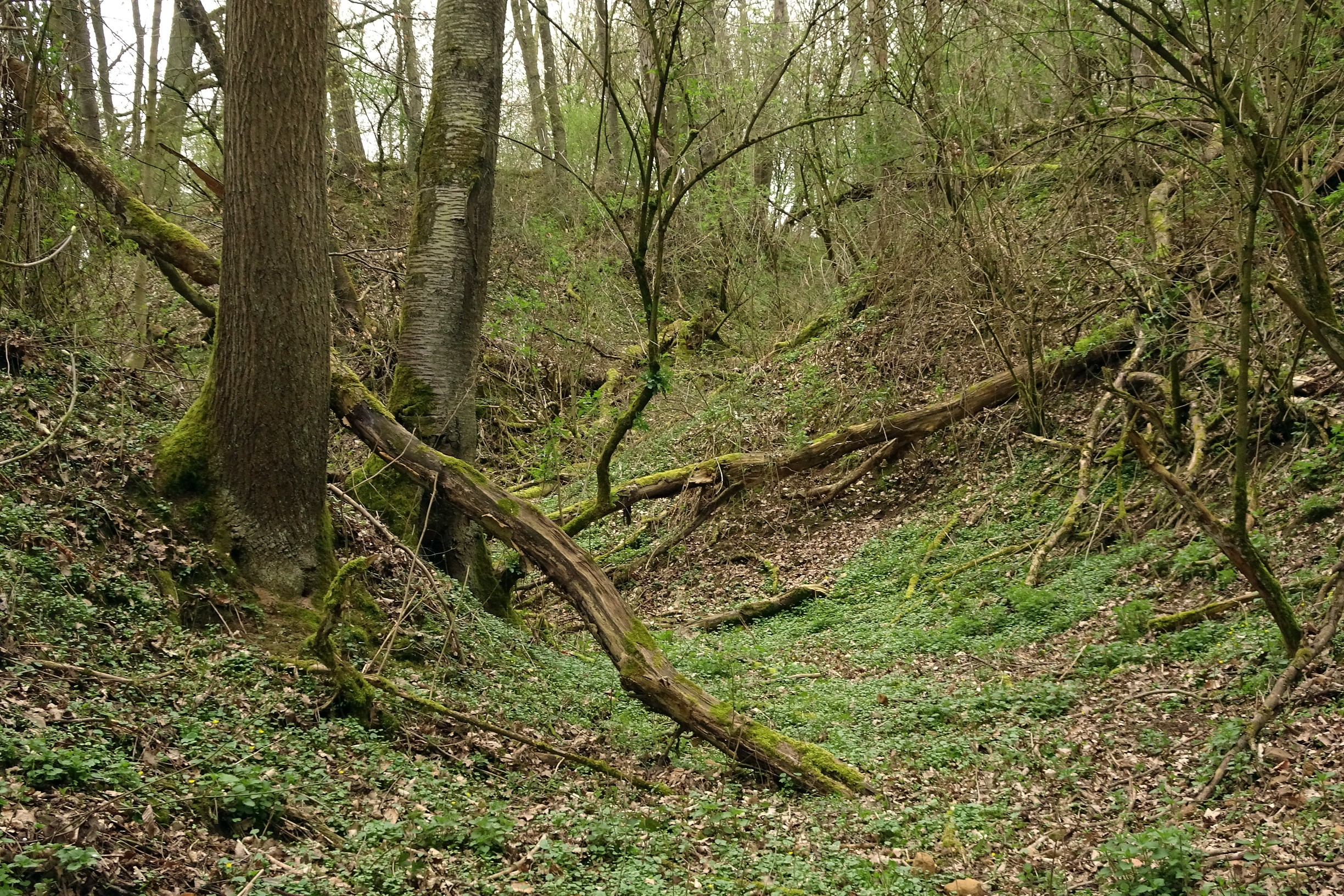
Im Inneren der Löss-Schlucht (2021)
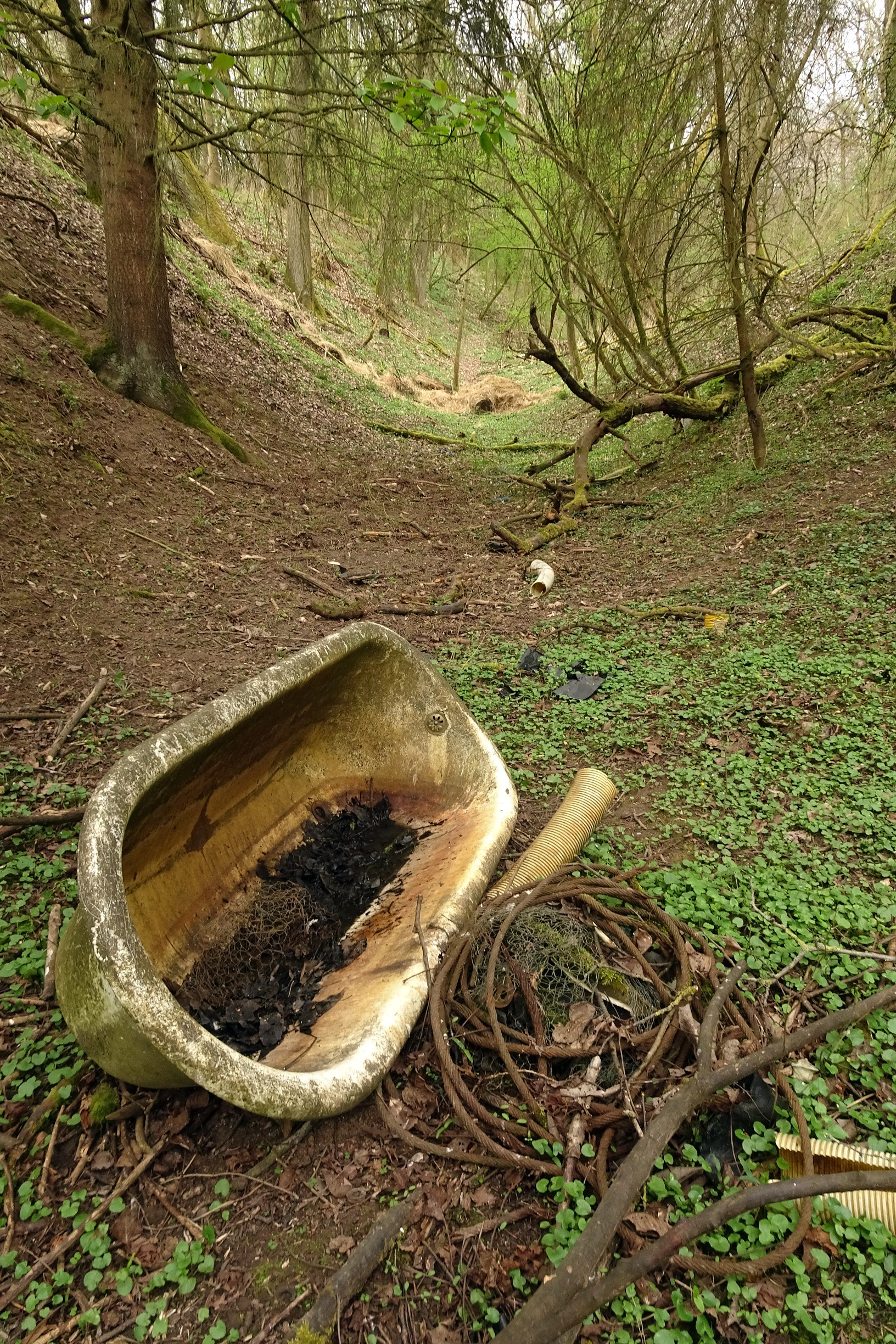
Illegale Müllablagerung im Naturdenkmal (2021)

## Beeinträchtigungen
Im nördlichen Teil wurden 2021 illegale Müllablagerungen beobachtet. An einigen Stellen sind Steine in die Schlucht gekippt worden.